# Joseph: King of Dreams
Joseph: King of Dreams (titulada: Joseph: Rey de los sueños en España y José: El rey de los sueños en Hispanoamérica) es una película bíblica de animación tradicional del año 2000, puesta directamente en video, producida por DreamWorks Animation y distribuida por DreamWorks Pictures. La película es una adaptación de la historia de José del libro del Génesis de la Biblia y también sirve como precuela de la película de 1998 El príncipe de Egipto.

## Argumento
José (Ben Affleck) es el undécimo de los doce hijos del anciano Jacob (Richard Herd). Desde el mismo día de su nacimiento, su padre lo considera un "niño milagro", ya que su madre, Raquel (Maureen McGovern), creía que era estéril. Mientras que sus hermanos trabajan labrando el campo y cuidando del ganado, José es educado por Jacob, lo que despierta los celos de sus hermanos mayores. Cuando Jacob le regala a José una hermosa túnica, la envidia de sus hermanos aumenta aún más, pues temen que pueda convertirse en el nuevo jefe de la familia tras la muerte de Jacob. 
José, que posee el poder de adivinar el futuro a través de los sueños, sueña una noche que unos lobos atacan el rebaño de ovejas de sus hermanos. El sueño se cumple al día siguiente: sus hermanos lo dejan solo con el rebaño para ir a nadar, los lobos aparecen y están a punto de matar al propio José, pero Jacob lo salva en el último momento. El anciano se enfurece al saber que sus hijos mayores dejaron solo a José, pero también se queda sorprendido al saber del don de su hijo menor.
La noche siguiente, José tiene otro sueño premonitorio dividido en dos partes: en la primera, las gavillas de trigo de sus hermanos, de pequeño tamaño, se postran ante la suya, que es gigantesca; en la segunda, él es una estrella brillante en el cielo, rodeada por once estrellas más pequeñas, el Sol y la Luna. Al enterarse, Jacob predice que un día José se elevará por encima de todos ellos. 
Alarmados ante las palabras de su padre, los hijos mayores, encabezados por Judá (Mark Hamill), se reúnen en una cueva para conspirar contra José sin darse cuenta de que este los ha seguido y ha oído todo. Al verse descubiertos, los hermanos agarran a José, le rompen la túnica y lo arrojan a un pozo seco, donde lo dejan un día entero. 
Cuando por fin lo sacan del pozo, José se horroriza al descubrir los planes de sus hermanos: lo han vendido a unos mercaderes de esclavos a cambio de veinte monedas de plata. Después de que los mercaderes se lleven a José a Egipto, los hermanos llevan la túnica desgarrada y ensangrentada a Jacob y a Raquel, que quedan desconsolados al creer su hijo fue devorado por una manada de lobos.
En Egipto, José se convierte en esclavo de Potifar (James Eckhouse), un alto dignatario del país. Su inteligencia y su talento pronto le hacen destacar ante los ojos de su amo, y José pronto se convierte en el hombre de confianza de Potifar. Sin embargo, Zuleika (Judith Light), la esposa de Potifar, se siente atraída por José: intenta seducirlo sin éxito y, al agarrarlo, desgarra sus ropas. José huye, y Zuleika, llevada por el despecho, lo acusa de intentar propasarse con ella. Enfurecido, Potifar ordena la muerte de su esclavo, pero cuando Zuleika le ruega que le perdone la vida, comprende que él es inocente; a pesar de todo, para no ensuciar su reputación, hace encarcelar a José. 
Durante su estancia en prisión, José tiene la oportunidad de mostrar su talento para la interpretación de los sueños con sus dos compañeros de celda, el copero y el panadero real. Tras hacer prometer al copero que intercederá ante el Faraón por él, José predice que, en un plazo de tres días, el copero será puesto en libertad y recuperará su puesto en la Corte; sin embargo, el panadero será condenado a la horca. El vaticinio se cumple, pero el copero incumple su promesa.
Dos años más tarde, el Faraón (Richard McGonagle) tiene dos sueños inquietantes que ninguno de sus magos y consejeros sabe cómo interpretar. En ese momento, el copero se acuerda de su promesa con José y le habla al Faraón de él. El Faraón ordena a Potifar que vaya a buscar a José a la cárcel. Potifar pide perdón a su esclavo por haberlo encarcelado injustamente, y José lo perdona inmediatamente sabiendo que su amo no actuó con malas intenciones. Los dos son recibidos por el Faraón, quien muestra sus dudas al respecto de la veracidad de las habilidades de José. Este interpreta los dos sueños del faraón como una advertencia: Egipto vivirá siete años de gran abundancia seguidos por siete años de hambre. 
Preocupado, el Faraón pide consejo a Potifar al respecto, pero José sugiere que escoja a un hombre de confianza para guardar una quinta parte de la cosecha de trigo durante cada uno de los siete años de abundancia, y que luego se reparta entre la población durante los siete años de sequía. Tras saber que José cuenta con la confianza absoluta de Potifar, e impresionado por el plan de José, el Faraón lo nombra gobernador frente a toda la Corte y le da el nombre de "Zafenot-Panéah", que significa "Revelador de cosas escondidas".
Poco tiempo después de su nombramiento, José se casa con la sobrina de Potifar, Asenat (Jodi Benson), y con la ayuda de Potifar y sus allegados comienza el plan para salvar a Egipto de la hambruna: primero se siembra el grano, luego se cosecha y finalmente se deposita en almacenes especiales para conservarlo para cuando empiece la época de la hambruna. Durante los siete años de abundancia, José y Asenet se convierten en padres de dos hijos varones, Efraín y Manasés. 
Cuando empiezan los siete años de hambre, José abre los depósitos de grano y empieza a repartir el trigo entre el pueblo de Egipto. Un día, los hijos mayores de Jacob llegan a Egipto para comprar grano, debido a que la hambruna también ha llegado a Canaán. Los hermanos no reconocen a José por el tiempo que ha transcurrido y porque él viste con ropas egipcias, pero él sí los reconoce a ellos, y se llena de nerviosismo. Su agitación aumenta cuando intentan comprar el grano con el mismo dinero que obtuvieron por venderlo a él, alegando necesitan el alimento para ayudar a su padre enfermo y su hermano menor. 
Lleno de ira, José acusa a los hermanos de ser ladrones y espías, exige pruebas de su identidad y ordena que Simeón (Steven Weber) sea encerrado en prisión y que los demás hermanos vayan a Canaán y regresen con el hermano menor; si no lo hacen, Simeón será ejecutado. Consternados, los hermanos abandonan rápidamente el país para cumplir las órdenes. Más tarde, José habla a solas con Asenat y le confiesa quiénes son los extranjeros.
Varios días después, los hermanos regresan a Egipto con un muchacho llamado Benjamín (Matt Levin), prácticamente idéntico a José. Este ordena que Simeón sea puesto en libertad e interroga a Benjamín acerca de su familia. Para consternación de José, Benjamín explica que su madre, Raquel, ya murió, y que su padre, Jacob, no quería dejarlo ir por miedo a perder otro hijo. Los hermanos comentan que tuvieron otro hermano menor, devorados por los lobos muchos años antes. Enfurecido por las mentiras de sus hermanos, José decide vengarse de ellos: los invita a un banquete y oculta su valiosa copa de oro en la bolsa de Benjamín aprovechando su descuido. 
Cuando los hermanos se preparan para regresar a casa, José y sus guardias les cortan el paso y les registran las bolsas de trigo hasta que la copa aparece en la bolsa de Benjamín. José ordena que el muchacho sea encarcelado y condenado a la esclavitud, pero, para su gran sorpresa, sus hermanos mayores se ofrecen en su lugar y le imploran que libere a Benjamín. Al verse presionado, Judá confiesa que, llevados por los celos, sus hermanos y él vendieron a su hermano menor como esclavo y después hicieron creer a sus padres que había sido devorado por los lobos.  
Conmovido por su honestidad y su afecto por Benjamín, José les revela su verdadera identidad a sus hermanos. Todos se reconcilian, y José los invita a ellos y a sus familias a vivir con él. Poco después, José y Jacob se reencuentran y todos los israelitas viven en Egipto como una gran familia.  
La película termina con una señal en el cielo (once estrellas, el Sol y la Luna rodeando a una estrella más brillante), en referencia al segundo sueño de José. 

## Reparto
| Personaje            | Actor original Estados Unidos             | Actor de doblaje · México                        | Actor de doblaje · España                 |
| -------------------- | ----------------------------------------- | ------------------------------------------------ | ----------------------------------------- |
| José                 | Ben Affleck David Campbell (canciones)    | José Joel                                        | Manuel Feijóo Ferrán González (canciones) |
| Jacob                | Richard Herd Russell Buchanan (canciones) | Esteban Siller Luis Miguel Marmolejo (canciones) | Claudi García Xavier Ribera (canciones)   |
| Raquel               | Maureen McGovern                          | Liza Willert María de Jesús Terán (canciones)    | Ana Pallejá Montserrat Ros (canciones)    |
| Judá                 | Mark Hamill                               | Mario Filio                                      | Pep Antón Muñoz                           |
| Asenat               | Jodi Benson                               | Dulce Guerrero Analy (canciones)                 | Belén Roca Silvia Guillén (canciones)     |
| Zuleika              | Judith Light                              | Patricia Martínez                                | Licia Alonso                              |
| Potifar              | James Eckhouse                            | Gerardo Reyero                                   | Salvador Vives                            |
| Faraón               | Richard McGonagle                         | Gabriel Pingarrón                                | Ernesto Aura                              |
| Simeón               | Steven Weber                              | Jorge García                                     | Aleix Estadella                           |
| Rubén                | Tom Virtue                                | Benjamín Rivera                                  | José Javier Serrano                       |
| Isacar               | Clancy Brown                              | Sergio Gutiérrez Coto                            | Jordi Pons                                |
| Leví                 | Jeff Bennett                              | Germán Fabregat                                  | Gonzalo Abril                             |
| Benjamín             | Matt Levin                                | Yamil Atala                                      |                                           |
| Copero               | Rene Auberjonois                          | Arturo Mercado                                   |                                           |
| Panadero             | Ken Hudson Campbell                       | Herman López                                     |                                           |
| Vendedor de esclavos | Steven Weber                              | Alejandro Illescas                               |                                           |
| Guardia              | Greg Cipes                                | Carlos Segundo Bravo                             |                                           |

### Coros
- Raúl Carballeda
- Rubén Cerda
- Mario Hoyos
- Alberto Castillo
- Gaby Cárdenas
- Irasema Terrazas
- Vicky Córdova
- Ofelia Guzmán

## Canciones
- Un ser especial - Jacob, Raquel y José
- Florece - Raquel
- Esclavo egipcio - Coros
- El camino que hallarás a tus pies (Tienes que decidir en Hispanoamérica) - José
- Mejor que yo (Tu Dios,Tienes un Plan en Hispanoamérica) - José
- Florece (Reprise) - Asenath
- Hay que dar algo más (Al dar amor en Hispanoamérica)- José y Asenath

- Datos: Q1465155